# Marcelo Pecci
Marcelo Daniel Pecci Albertini (Asunción, 28 de septiembre de 1976-Península de Barú, 10 de mayo de 2022) fue un abogado y fiscal paraguayo. Su labor se distinguió por su participación en la investigación de numerosos casos de índole delictiva de alta notoriedad, centrados principalmente en cárteles de drogas, tanto a nivel nacional, como lo evidenció en la Operación A Ultranza PY, como a nivel internacional. Además, abordó disputas legales que implicaron a figuras de renombre, como el caso ocurrido en 2020 cuando el futbolista Ronaldinho intentó ingresar irregularmente al territorio paraguayo.

## Muerte
Pecci y su esposa Claudia Aguilera Quintana estaban de luna de miel en Barú, una isla turística frente a Cartagena, Colombia, cuando dos hombres se les acercaron el 10 de mayo de 2022, apenas unas horas después de que Claudia le anunciara que estaba embarazada. Luego, los dos hombres atacaron a Pecci y le dispararon tres veces, uno de los cuales le dio en la cara.

## Investigaciones
Muchas personalidades reaccionaron públicamente a la muerte de Pecci, incluido el presidente de Paraguay, Mario Abdo Benítez, quien declaró en Twitter: 

El cobarde asesinato del fiscal Marcelo Pecci en Colombia enluta a toda la Nación paraguaya. Condenamos en los términos más enérgicos este trágico hecho y redoblamos nuestro compromiso de lucha contra el crimen organizado. Nuestras sinceras condolencias a sus familiares.

### Condena a los asesinos

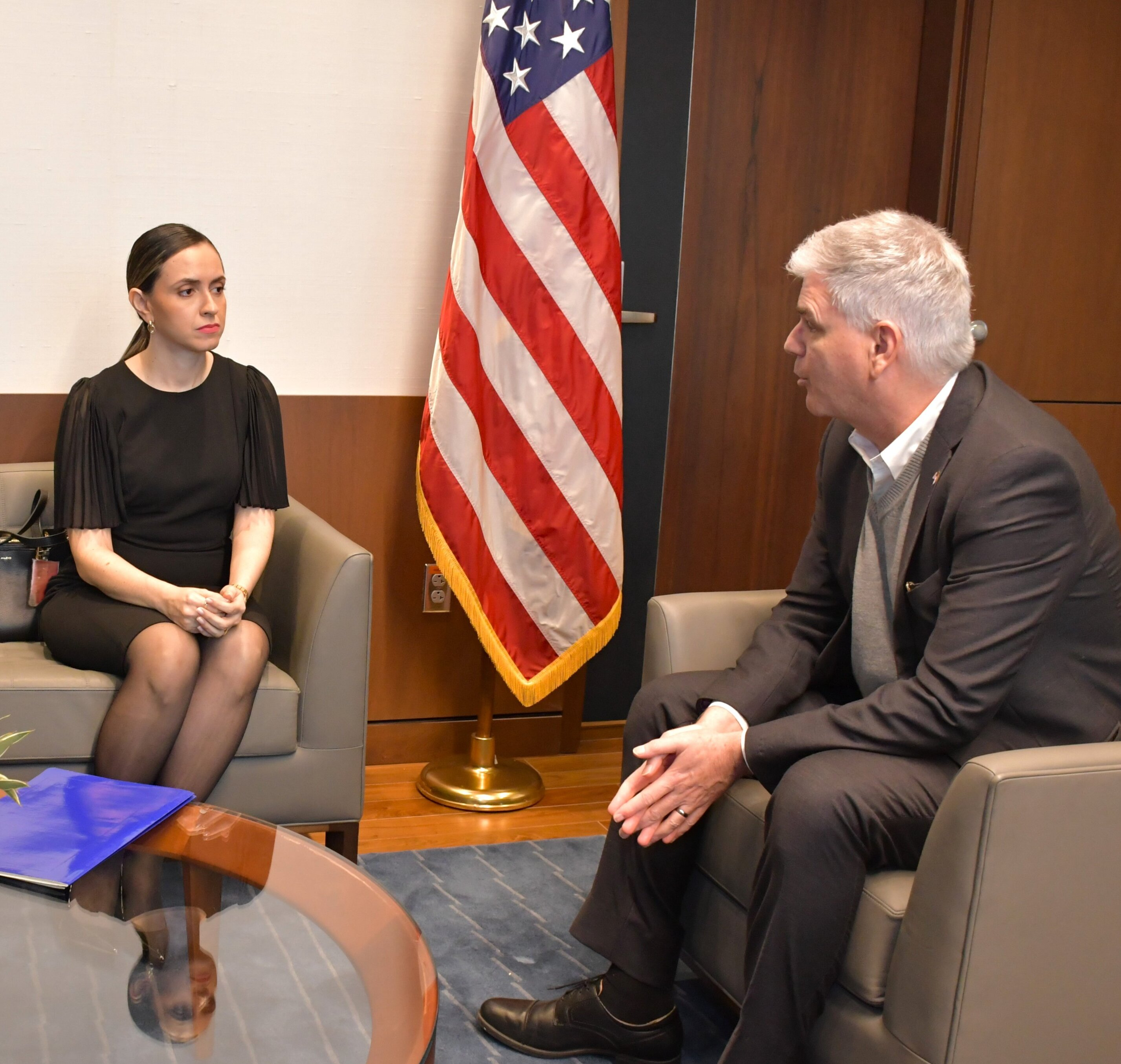
La viuda de Pecci, Claudia Aguilera, con el embajador de EE. UU. en Paraguay, Marc Ostfield, en mayo de 2024.

El día 18 de junio de 2022 fueron condenados a 23 años de prisión los acusados Wendret Carrillo, Eiverson Zabaleta, Marisol Londoño y Cristian Camilo Monsalve Londoño, quienes fueron hallados culpables de los delitos de homicido y porte ilegal de armas, según el código penal colombiano. Estos cuatro individuos confesaron su culpabilidad, mientras que un quinto acusado, Francisco Luis Correa, se declaró inocente. Además, hubo otros sospechosos que fueron capturados en El Salvador.
La justicia solicitó el levantamiento de la inmunidad parlamentaria del diputado Erico Galeano, del Partido Colorado, por sus vínculos con la organización criminal responsable del asesinato del juez.